# 진창가재
진창가재(slough crayfish) 또는 프로캄바루스 팔락스(Procambarus fallax) 또는 조지아가재(Georgia crawfish)는 조지아주 원산의 가재이다. 마블가재의 원종이다.